# Nils Andersson i Bävik
Nils Andersson (i riksdagen kallad Andersson i Bävik, senare Andersson i Prästbol), född 29 augusti 1818 i Östra Ämterviks församling, Värmlands län, död där 13 november 1891, var en svensk hemmansägare och riksdagsman.
Andersson var hemmansägare i Värmland. Han företrädde bondeståndet i Älvdals härads övre och nedre tingslag samt Fryksdals härads övre och nedre tingslag vid ståndsriksdagarna 1850/51 och 1856/58, Fryksdals härads nedre tingslag vid ståndsriksdagen 1862/63 samt Älvdals härad och Fryksdals härads nedre tingslag vid ståndsriksdagen 1865–1866. Han var senare även ledamot av andra kammaren för Fryksdals domsagas nedre tingslags valkrets 1867–1869.